# 岡倉徹志
岡倉 徹志（おかくら てつし、1937年1月20日 - ）は、日本のジャーナリスト、中東学者。

## 略歴
東京生まれ。父は岡倉古志郎。岡倉天心の曾孫にあたる。早稲田大学第一文学部卒業後、毎日新聞社へ入社。カイロ支局長、外信部副部長、編集委員を経て1990年より富山国際大学教授となる。2008年退職。専攻は中東、イスラム世界の現代政治、国際関係。

## 著書
- 『新パレスチナ物語 砂漠に燃える解放の火』三省堂 1976
- 『王族の国サウジアラビア アラブ世界の盟主を目指す』教育社入門新書 時事問題解説 1983
- 『パレスチナ・アラブ その歴史と現在』三省堂 1984
- 『ザ・ガルフ 石油と宗教をめぐる抗争』1986 中公新書
- 『イスラム急進派』1988 岩波新書
- 『メッカとリヤド』1988 講談社現代新書
- 『検証イスラム・パワー! 世界情勢の新たな火種・イスラムの奔流を読む!』JICC出版局(JICCブックレット)1990
- 『アラブのゆくえ』1991 岩波ジュニア新書
- 『イスラム世界のこれが常識 政治・宗教・民族-55の鍵』PHP研究所 1994 「イスラム世界がよくわかる本」文庫
- 『イスラム 信仰・歴史・原理主義』桂書房 1998
- 『サウジアラビア現代史』2000 文春新書
- 『イスラム原理主義 神は恐ろしい教えを下したのか』明石書店 2001

### 翻訳
- ハッサン・ビン・タラル『エルサレムの研究』浦野起央共訳 毎日新聞社 1982

## 論文
- 岡倉徹志「「六日戦争」の占領地をゆく--定着していたイスラエル化(現地報告)」『エコノミスト』第51巻第45号、毎日新聞社、1973年10月、62-66頁、ISSN 00130621、NAID 40000217516。
- 岡倉徹志「エジプトの論理--ナセルとサダトの距離」『世界』第433号、岩波書店、1981年12月、87-96頁、ISSN 05824532、NAID 40002102314。
- 岡倉徹志「中東域内紛争の構図 (アフガン以後の中東<特集>)」『国際問題』第263号、日本国際問題研究所、1982年2月、26-44頁、ISSN 04523377、NAID 40001318392。
- 岡倉徹志「シリアにおける政治変動:中東:1970年代の政治変動」『国際政治』第1983巻第73号、日本国際政治学会、1983年、28-43,L8、doi:10.11375/kokusaiseiji1957.73_28、ISSN 0454-2215、NAID 130004302520。
- 岡倉徹志「ペルシャ湾--報復合戦の果てに」『世界』第508号、岩波書店、1987年12月、219-226頁、ISSN 05824532、NAID 40002104775。
- 岡倉徹志「新聞はイラクの侵攻をどう報じたか (中東を報ずる視点)」『新聞研究』第472号、日本新聞協会、1990年11月、14-17頁、ISSN 02880652、NAID 40001958826。
- 岡倉徹志「中東和平--動き出すか」『世界』第573号、岩波書店、1992年10月、20-23頁、ISSN 05824532、NAID 40002107358。
- 岡倉徹志「西側の"前進基地"トルコにイスラム政権」『世界週報』第77巻第35号、時事通信社、1996年9月、54-58頁、ISSN 09110003、NAID 40002143849。